# معركة أورومتشي (1933)
معركة أورومتشي الأولى هي معركة حدثت في ربيع عام 1933 بين قوات الشعبة 36 في الجيش الوطني الثوري الموالية لحكومة الصين الوطنية. حيث حثت الحكومة الصينية سرًا الجنرال ما تشونغ يينغ على الإطاحة بحاكم إقليم سنجان جين شورن لتحالفه مع الاتحاد السوفيتي. وجرت معارك ضارية على أبواب مدينة أورومتشي عاصمة الإقليم، حيث قامت قوات الشعبة 36 بإحراق الشوارع، وتمكنوا من اختراق البوابة الغربية، قتلوا الجميع في المنطقة المجاورة، بما في ذلك اللاجئين المسلمين الأويغور. ثم أُجربت قوات الشعبة على التراجع إلى بعد قتل العديد منهم.
تدخلت قوات الحركة البيضاء الروسية في المعركة بقوة 1800. حاولت قوات الشعبة 36 تسلق الجدران في الجسر الغرب الكبير، ولكن العديد منهم قتلوا. ثم تدخلت قوات شنغ شيكاي وتمكن جنود الشعبة 36 من الفرار بعد أن قُتل منهم ما يقرب من 6,000 جندي.